# جون دوربن
جون دوربن (بالإنجليزية: John Durbin)‏ هو ممثل أمريكي، ولد في القرن 20 في آيوا في الولايات المتحدة.

## وصلات خارجية
- جون دوربن على موقع IMDb (الإنجليزية)
- جون دوربن على موقع ألو سيني (الفرنسية)
- جون دوربن على موقع أول موفي (الإنجليزية)
- جون دوربن على موقع قاعدة بيانات الأفلام السويدية (السويدية)
- جون دوربن على موقع قاعدة بيانات الفيلم (الإنجليزية)